# Fossatone
Il Fossatone è un canale raccogliacque e di bonifica che scorre in provincia di Bologna.
Il nome trae origine all'omonima località del comune di Medicina dove il canale inizia il suo corso. Nasce infatti dall'unione di altri due canali: il canale Fossa Brolla (da sinistra), lungo 2,7 km, che inizia il suo corso come un semplice scolo a 32 m di altitudine, e il più importante canale Fossa Grande (da destra), lungo 7,8 km, che nasce da una risorgiva presso Osteria Grande, frazione  del comune di Castel San Pietro Terme, a circa 60 m.
Il Fossatone incomincia il suo corso poco prima del ponte sulla strada San Vitale e prosegue verso nord, raccogliendo da sinistra le acque del canale Fossadone e del canale di Prunaro; poi, dopo un percorso di circa 3 km in un ampio alveo artificiale, versa le sue acque nel torrente Quaderna.